# Шамо Ігор Наумович
І́гор (Ісай) Нау́мович Шамо́  (21 лютого 1925 , Київ  — 17 серпня 1982 , Київ ) — український радянський композитор єврейського походження. Народний артист Української РСР (1975). Лауреат Національної премії імені Т. Г. Шевченка та премії імені М. Островського. Нагороджений орденом «Знак Пошани» та медалями. Почесний громадянин Києва. Автор музики гімну Києва (пісня «Як тебе не любити, Києве мій!»).

## Життєпис
Народився в Києві в єврейській родині, ім'я при народженні — Ісай Наумович Шамо. Батько, Наум Михайлович Шамо, був помічником лікаря, мати — Марія Ісаївна — домогосподинею, мешкали у будинку № 33 по вулиці Борохова (тепер — вулиця Шота Руставелі). 
Закінчив музичну десятирічку імені Лисенка — першу спеціалізовану школу в Україні. Екстерном закінчив Друге медичне училище за фахом «фельдшер» і на початку 1942 року у 16 років пішов добровольцем на фронт. Пройшов всю війну, був поранений.
Після демобілізації 1946 року Ігор Шамо вступив до Київської консерваторії, яку закінчив з відзнакою в 1951 році, композиторський факультет у класі професора Бориса Лятошинського. Ще на третьому курсі консерваторії був прийнятий до Спілки композиторів України. Під час навчання працював у самодіяльному театрі заводу «Арсенал», де робив музичне оформлення спектаклів. На дипломному концерті виконав на фортепіано у супроводі симфонічного оркестру свою «Концерт-баладу», яка відразу увійшла в концертне життя, прозвучала в авторському виконанні в Києві, а потім і в Москві.
Ігор Шамо мешкав у Києві до кінця життя. Він є автором симфоній, фортепіанних творів, музики до кінофільмів та понад 300 пісень. Багато років співпрацював з українським поетом Дмитром Луценком, у співавторстві з яким написані пісні «Як тебе не любити, Києве мій!», «Не шуми, калинонько», «Осіннє золото», «Пісня про щастя» та багато інших. Кумирами юного Шамо були Й. Бах, Р. Шуман, С. Рахманінов. Йому подобались поривчастість та імпульсивність у Шумана, широта та гармонічна наповненість у Рахманінова, аскетична суворість, прихована сила у Мусоргського.
У 1976 році став лауреатом Державної премії Української РСР імені Т. Г. Шевченка.
Ігор Шамо помер 17 серпня 1982 року від раку шлунка. Похований на Байковому цвинтарі в Києві (ділянка № 50).

### Сім'я
- Був одружений з Людмилою Шамо (Большаковою)
- Брат — Євген Наумович Шамо, лікар Київської Лікарні Водників
- Син Юрій Шамо (1947—2015) — композитор, жив у Німеччині
- Дочка Тамара Шамо — активно займається збереженням та популяризацією творчої спадщини композитора; голова Товариства російської культури «Роднік» у місті Фульда (Німеччина)[7]
- Онука композитора Ірина Бородянська — співачка
- Племінник Володимир Шамо — піаніст
- Внучатий племінник Максим Шамо — піаніст

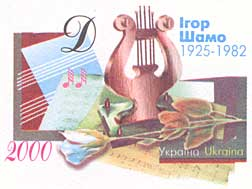
Поштовий конверт, випущений до 75-річчя композитора (26 січня 2000)

|                                           |  |  |
| Пам'ятна монета НБУ присвячена Ігорю Шамо |  |  |

## Твори
- «Руська фантазія» перший твір.
- Романс для віолончелі та фортепіано
- Симфонічні (3 симфонії), концерт для флейти та струнних (1977), концерт для баяна та струнного оркестру (1981), камерні твори (квартети, пєси для бандури тощо), фольк-опера «Ятранські ігри» (лібрето В.Юхимовича) кантати.
- пісні на слова Дмитра Луценка, 
Андрія Малишка, Тереня Масенка, Л.Смирнова, 
Р.Рождественського, О.Коломійця, А.Слісаренка, 
Платона Воронька, Олександра Вратарьова, Л.Ковальчука, 
Любові Забашти, Валерія Курінського, Юрія Рибчинського, Ігора Лазаревського, Андрія Демиденка…(популярні: «Києве мій», «Балада про сурмачів», «Пісня про невідкриті острови», «Товариш Пісня»);
- 10 солоспівів на слова Тараса Шевченка (1959);
- 3 фортепіаних цикли: «Тарасові думи»(з 6 новел)(1960), «Українська сюіта», «Гуцульські акварелі», «Фантастичний марш» для фортепіано (1946), "Прелюдії, «Гумореска». 2 токати, «Варіації-фантазія» (1947, фортепіанне тріо).
- музика до 40 кінофільмів, радіовистав («Відьма» за Шевченком, 1949, і «Тарасові шляхи») та до 40 вистав (у театрі ім. І. Франка, театрі ім. Л.Українки…), «На світанні» в Київському театрі юного глядача (1964).

Кінофільми:
- «Дніпро» (1949, у співавт.);
- «Максимко» (1953, у співавт.);
- «Командир корабля» (1954, у співавт.);
- «Море кличе» (1955);
- «Андрієш»;
- «Матрос Чижик» (1955);
- «Гори, моя зоре» (1957);
- «Мальва» (1957);
- «НП. Надзвичайна подія» (2 с);
- «Дорогою ціною» (1959);
- «Далеко від Батьківщини» (1960);
- «Лісова пісня» (1961);
- «Здрастуй, Гнате!»;
- «Квітка на камені» (1962);
- «Бухта Олени»;
- «Ракети не повинні злетіти» (1964);
- «Їх знали тільки в обличчя» (1966);
- «Пізнай себе» (1971, т/ф);
- «Ніч перед світанком»;
- «Чорний капітан» (1973),
- «Як гартувалась сталь» (1973, т/ф, 6 с);
- «Тачанка з півдня» (1977);
- «Від Бугу до Вісли» (1980);

також ряд мультиплікаційних і документальних кінокартин.

Меморіальна дошка

## Пам'ять

Надгробок Ігоря Шамо на Байковому цвинтарі в Києві

- На будинку по вул. Костьольній, 8 у м. Києві, де жив композитор, встановлено меморіальну дошку.
- Київській дитячій музичній школі № 7 надано ім'я Ігоря Шамо.
- У вересні 2015 року Київська міська державна адміністрація провела громадське обговорення щодо перейменування бульвару Олексія Давидова на бульвар Ігоря Шамо. Більшість киян (160 проти 59) підтримала перейменування[8]. У лютому 2016 року київський міський голова Віталій Кличко видав розпорядження про перейменування бульвару[9].
- Фільми:
  - «Пісні Ігоря Шамо» (К. 1984, реж. Р. Єфименко).
  - «Пісні серця» (документальний фільм. К. 2004, реж. Ю. Лазаревська).
  - Документальний фільм «Ігор Шамо. Постлюдія» (2014, реж. Ю. Лазаревська[10]). Стрічка стала лауреатом Мистецької премії «Київ» імені Івана Миколайчука у 2015 році[11].
  - «Ігор Шамо. Києве мій!» (2015)[12].
- В 2025 році, до 100-річчя від дня народження Ігоря Шамо, Національний банк України ввів в обіг пам'ятну монету номіналом 2 гривні. Монета виготовлена з нейзильберу, її тираж – до 50 тис. штук у сувенірному пакуванні[13].